# Station Anna Paulowna
Station Anna Paulowna is een spoorwegstation in Anna Paulowna aan staatslijn K (Den Helder - Amsterdam). Het huidige station heeft 2 perronsporen.

## Geschiedenis
- SS vijfde klasse, 1862-1971 (gesloopt)
- Standaardstation van NS-architect Cees Douma, 1971-heden.

## Treinen
In de dienstregeling 2025 wordt dit station bediend door de volgende treinseries:
| Serie | Treinsoort     | Route | Bijzonderheden |
| ----- | -------------- | --- | --- |
| 2700  | Intercity (NS) | Maastricht – Sittard – Roermond – Weert – Eindhoven Centraal – 's-Hertogenbosch – Utrecht Centraal – Amsterdam Centraal – Alkmaar – (Anna Paulowna – Den Helder)              | Rijdt van maandag t/m donderdag tot 20:00 uur tussen Alkmaar en Maastricht. Rijdt op vrijdag en in het weekend enkel tussen Alkmaar en Amsterdam Centraal. Tijdens de spits rijden 2 ritten in spitsrichting door van/naar Den Helder. Rijdt niet 's avonds na 20:00. Wordt na 20:00 uur, op vrijdag en in het weekend tussen Amsterdam Centraal en Maastricht vervangen door intercity 2900. |
| 3000  | Intercity (NS) | Nijmegen – Arnhem Centraal – Ede-Wageningen – Veenendaal-De Klomp – Driebergen-Zeist – Utrecht Centraal – Amsterdam Centraal – Zaandam – Alkmaar – Anna Paulowna – Den Helder | Veenendaal-De Klomp wordt alleen na 19:00 bediend door deze serie. |

In de late avonduren rijdt er een Sprinter richting Amsterdam Centraal en komt er één uit Rotterdam Centraal via Gouda en Amsterdam Centraal naar Den Helder.

## Overig openbaar vervoer
Naast station Anna Paulowna bevindt zich een bushalte. De opdrachtgever voor het busvervoer in de regio Anna Paulowna is de provincie Noord-Holland en wordt uitgevoerd door Connexxion. Anna Paulowna valt onder het concessiegebied "Noord-Holland Noord". De volgende buslijnen stoppen sinds 21 juli 2024 bij station Anna Paulowna:
| Lijn | Route                                         | Soort     |
| ---- | --------------------------------------------- | --------- |
| 158  | Station Anna Paulowna - Breezand - Den Oever  | Streekbus |
| 416  | Schagen - Station Anna Paulowna - Kreileroord | Buurtbus  |

## Ontwikkeling aantal reizigers
Het aantal door NS vervoerde reizigers (per gemiddelde werkdag) ontwikkelde zich sedert 2019 als volgt:
| Jaar | Aantal reizigers |
| ---- | ---------------- |
| 2019 | 2.092            |
| 2020 | 1.106            |
| 2021 | 1.127            |
| 2022 | 1.450            |
| 2023 | 1.592            |
| 2024 | 1.605            |

## Afbeeldingen

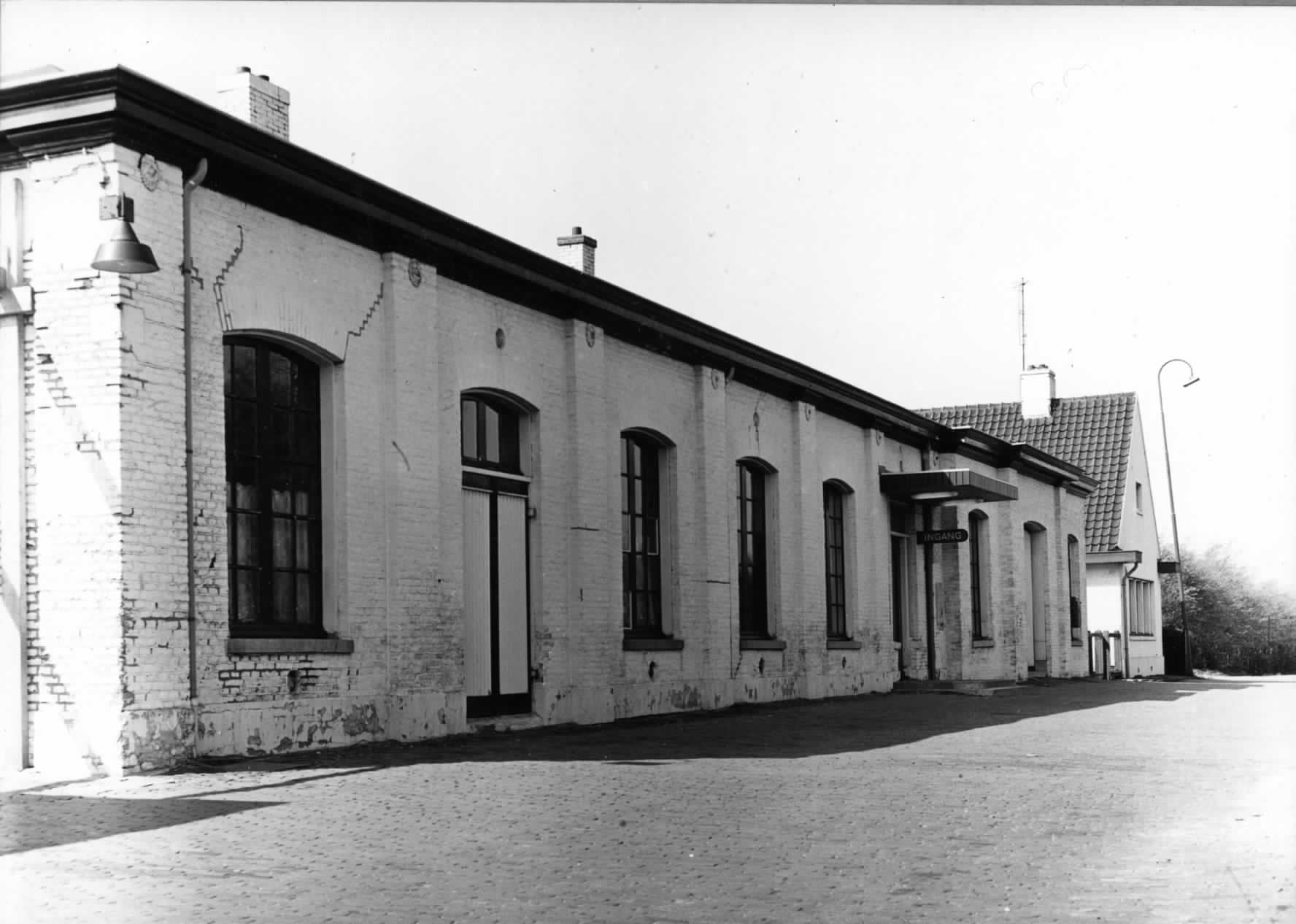
Het oude station in 1966
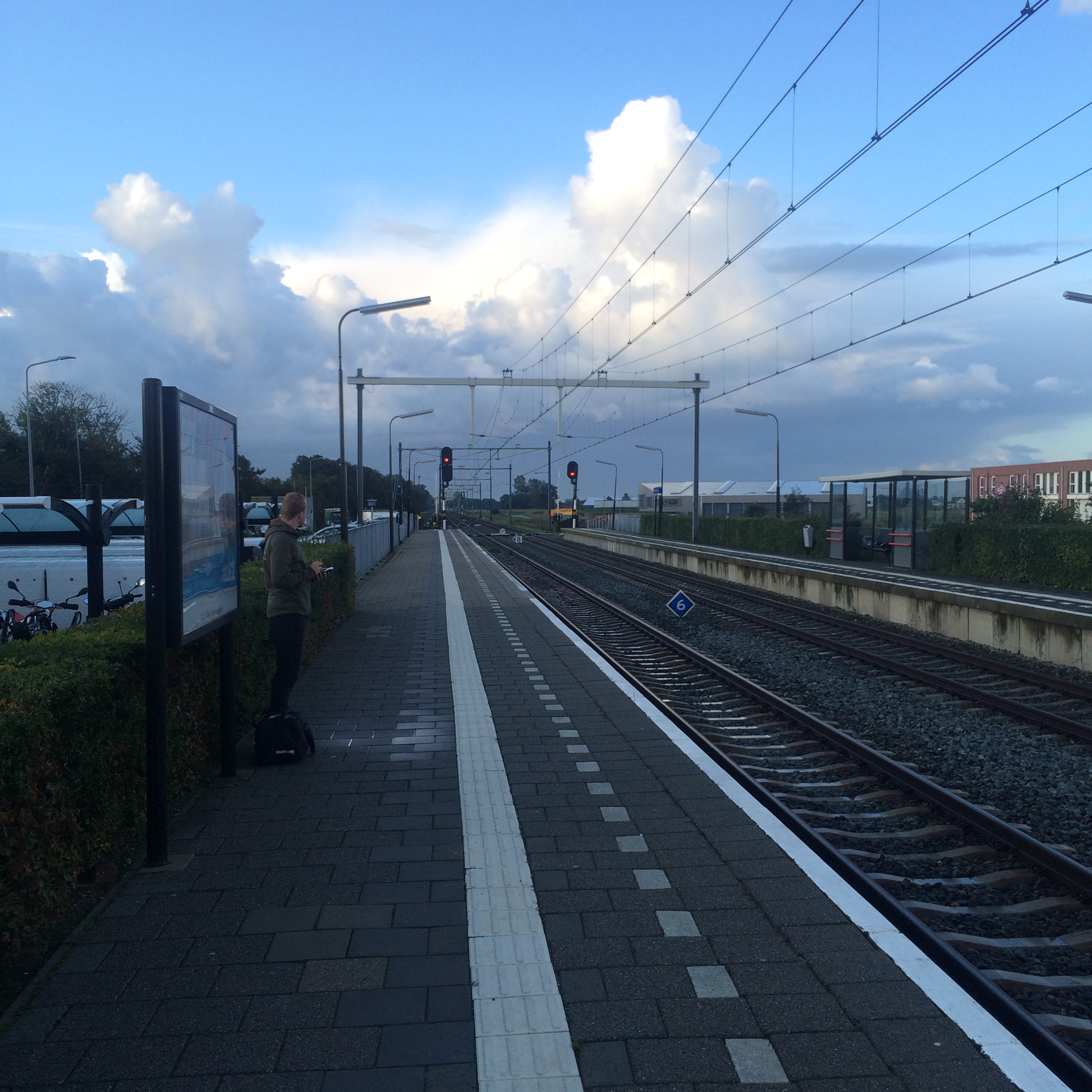
Perrons
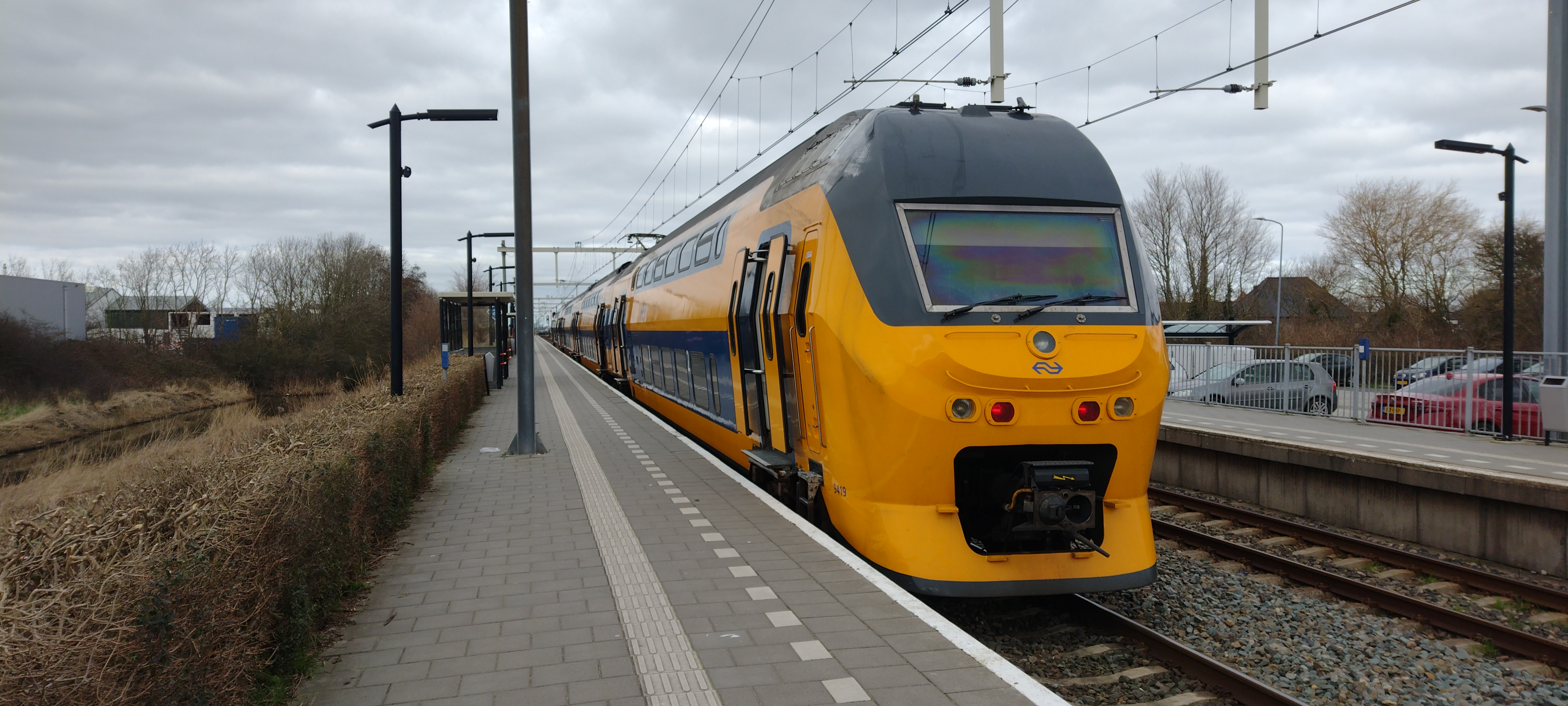
VIRM op het station

0: Den Helder ·
3: Den Helder Zuid ·
4: Koegras ·
8: Breezand ·
12: Anna Paulowna ·
16: Oudesluis ·
21: Schagen ·
24: Schagerwaard ·
27: Zijdewind ·
30: Noord Scharwoude ·
35: Heerhugowaard ·
38: St. Pancras ·
40: Alkmaar Noord ·
42: Alkmaar ·
47: Heiloo ·
49: Onze Lieve Vrouwe ter Nood ·
54: Castricum ·
58: Uitgeest ·
61: Den Ham ·
63: Krommenie-Assendelft ·
65: Wormerveer ·
68: Zaandijk Zaanse Schans ·
69: Koog aan de Zaan ·
71: Zaandam ·
72: Noorder IJdijk ·
73: Hembrug ·
75: Amsterdam Petroleumhaven ·
78: Spaarndammerdijk-Houthaven ·
79: Amsterdam Sloterdijk ·
80: Amsterdam Westerdok ·
81: Amsterdam Centraal
Alkmaar ·
-Noord ·
Amsterdam:
-Amstel ·
-ArenA ·
-Bijlmer ArenA · 
-Centraal ·
-Holendrecht ·
-Lelylaan ·
-Muiderpoort ·
-RAI ·
-Science Park ·
-Sloterdijk ·
-Zuid ·
Anna Paulowna ·
Beverwijk ·
Bloemendaal ·
Bovenkarspel:
-Flora ·
-Grootebroek ·
Bussum Zuid ·
Castricum ·
Den Helder ·
-Zuid ·
Diemen ·
-Zuid ·
Driehuis ·
Duivendrecht ·
Enkhuizen ·
Haarlem ·
-Spaarnwoude ·
Halfweg-Zwanenburg ·
Heemskerk ·
Heemstede-Aerdenhout ·
Heerhugowaard ·
Heiloo ·
Hilversum ·
-Media Park ·
-Sportpark ·
Hollandsche Rading ·
Hoofddorp ·
Hoogkarspel ·
Hoorn ·
-Kersenboogerd ·
Koog aan de Zaan ·
Krommenie-Assendelft ·
Naarden-Bussum ·
Nieuw Vennep ·
Obdam ·
Overveen ·
Purmerend ·
-Overwhere ·
-Weidevenne ·
Santpoort:
-Noord ·
-Zuid ·
Schagen ·
Schiphol Airport ·
Uitgeest ·
Weesp ·
Wormerveer ·
Zaandam ·
-Kogerveld ·
Zaandijk Zaanse Schans ·
Zandvoort aan Zee
Stations van de Museumstoomtram Hoorn-Medemblik:
Tramstation Hoorn · 
Zwaag ·
Wognum-Nibbixwoud ·
Twisk ·
Opperdoes ·
Medemblik
Voormalige stations: zie de lijst van voormalige spoorwegstations in Noord-Holland